# Umm-Badr-See
Der Umm-Badr-See (arabisch بحيرة أم بادر, DMG Buḥairat Umm Bādir; englisch: Umm Badr Lake) genannt, liegt an den südlichen Ausläufern der Sahara, zwischen den sudanesischen Städten al-Ubayyid und al-Faschir im Bundesstaat Schamal Kurdufan.

## Beschreibung
Der See liegt in einem Becken, dass durch steinige Berge und hohe Dünen aus rotem Sand gekennzeichnet ist. In der Regenzeit wird der See bis zu sechs Kilometer lang und zwei Kilometer breit und überflutet dabei das nördliche Ende seines Seebeckens und bildet dort mit seinem Wasser den Wadi el-Melek.
Während der Trockenzeit schrumpft der See und teilt sich in zwei Teile.